# Alfons M. J. Evers
Alfons M. J. Evers (* 9. Juli 1918 in Amsterdam; † 18. März 1998 in Krefeld) war ein deutscher Fabrikant, Verleger, Antiquar und Koleopterologe. 

## Leben
1959 musste Evers gesundheitsbedingt eine längere Auszeit nehmen, die er zum Teil auf den Kanaren verbrachte. Es folgte über die Jahre eine Reihe von Exkursionen auf die Kanaren und zweimal nach Marokko. Seine weiteren Weltreisen führten ihn 1980 nach Japan (mit Besuch des Entomologischen Weltkongresses in Kyōto) und Indonesien, 1981 auf die Galapagos-Inseln, 1982 nach Hawaii und Tahiti, 1983 in die USA (Florida) und 1984 nach Südafrika. Dann verbrachte er noch einige Urlaube auf den Kanaren und ein letztes Mal 1994 in Marokko. All diese Reisen nutzte er für entomologische Studien.

## Veröffentlichungen
- Über die Entstehung der Excitatoren und deren Bedeutung für die Evolution der Malachiidae (Col.). Societas pro Fauna et Flora Fennica, Helsinki 1963
- Synopsis der Gattung Apalochrus Er. und der verwandten Gattungen der Welt (Col., Malachiidae). Koninkl. Museum voor Midden-Afrika, Tervuren, Belgie͏̈ 1987
- Synopsis der Malachiidae-Entomocera Afrikas. Koninkl. Museum voor Midden-Afrika, Tervuren, Belgie͏̈ 1990
- Die Gattung Sphinginopalpus Pic 1903 (Col. Malachiidae) in Zentral-Afrika. Koninkl. Museum voor Midden-Afrika, Tervuren, Belgie͏̈ 1997

## Ehrungen/Auszeichnungen
- 1982 Auszeichnung mit dem Rheinlandtaler für den Bereich Naturkunde, Landschaftspflege (siehe Liste der Träger des Rheinlandtalers)
- 1985 Verleihung der Fabricius-Medaille durch die Deutsche Gesellschaft für allgemeine und angewandte Entomologie
- 1994 Verleihung der Ehrendoktorwürde (Dr. rer. nat. h. c.) durch die Philipps-Universität Marburg
- 1995 Ernst-Jünger-Preis für Entomologie